# Magnus von Wedderkop (Landrat)
Magnus von Wedderkop (* 1. Juni 1758 in Eutin; † 6. Juli 1825 ebenda) war ein deutscher Offizier in schwedischen Diensten, Gutsbesitzer und Landrat im Herzogtum Schleswig.

## Leben
Magnus von Wedderkop entstammte dem schleswig-holsteinischen Adelsgeschlecht von Wedderkop(p). Er war der dritte Sohn des Generalpostmeisters in Holstein-Gottorf und späteren Präsidenten der bischöflichen Kollegien (Regierungspräsident) in Eutin Johann Ludwig von Wedderkop und dessen Frau Juliana Margaretha von Negelein. Der Domherr und Landrat Georg Conrad von Wedderkop (1765–1841) war sein jüngerer Bruder.
Als drittem Sohn war für ihn eine Militärlaufbahn vorgezeichnet. Am 22. Januar 1775 trat er als Fähnrich in das schwedische Leib-Regiment der Königin ein, dem Vorläufer des Pommerschen Füsilier-Regiments Nr. 34, das in Stralsund in Schwedisch-Pommern stationiert war. Am 10. Februar 1779 wurde er Stabsfähnrich, und am 13. November 1780 erhielt er das Patent als Leutnant. Am 2. März 1785 nahm er seinen Abschied im Rang eines Hauptmanns.

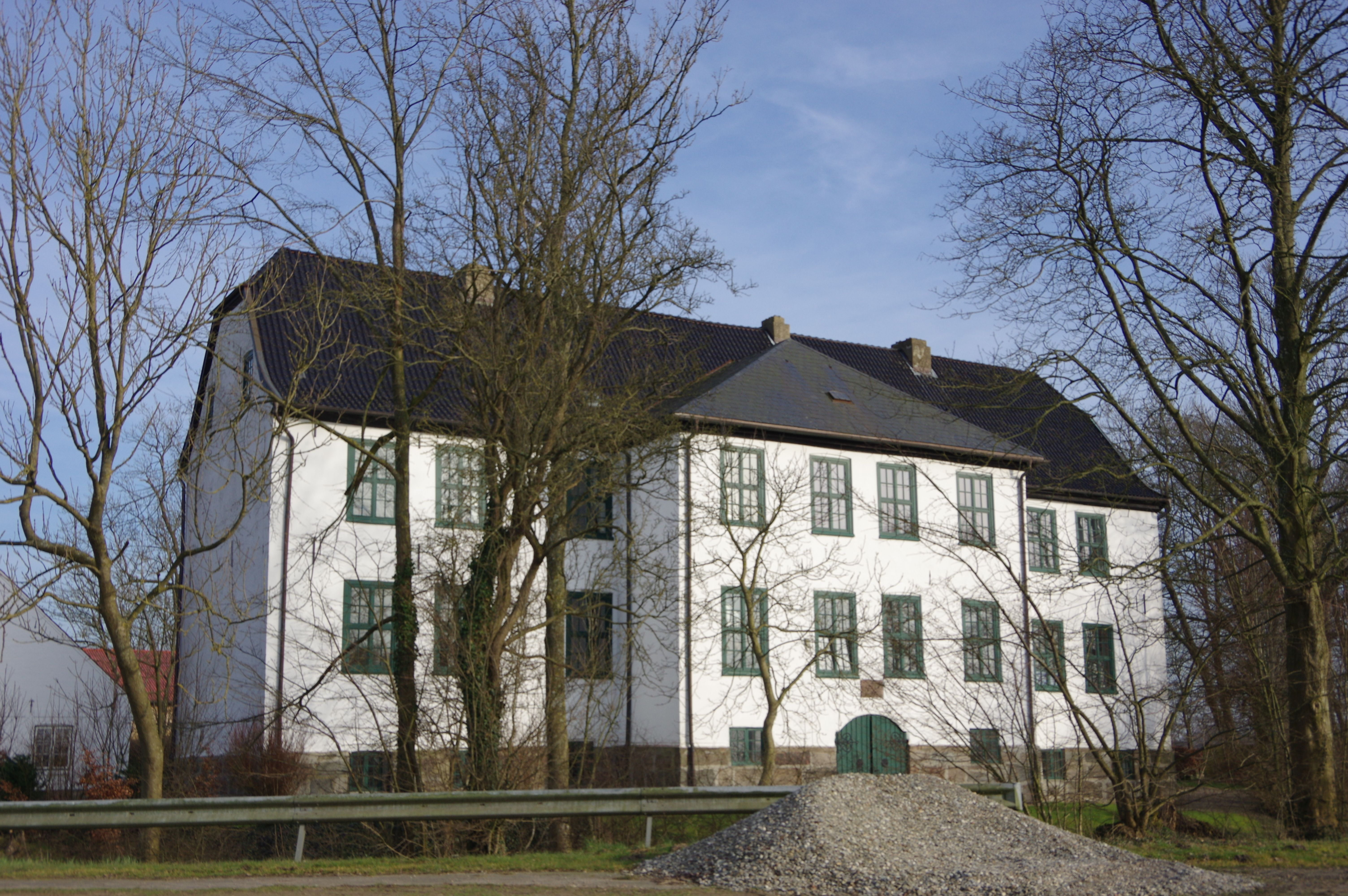
Gut Dollrott

Da inzwischen sein Vater und seine beiden älteren Brüder gestorben waren, erbte er das Gut Dollrott, um dessen Bewirtschaftung er sich nun kümmerte, bis er es 1802 verkaufen musste. In dieser Zeit war er ständischer Landrat im Herzogtum Schleswig.
Nachdem er unter dem schwedischen König Gustav III. gedient hatte, war er königlich schwedischer Kammerherr bei Gustav IV. Adolf und „teilte nach dessen Thronentsetzung 1809 mit ihm das Loos der Verbannung“.
1790 heiratete er die weitaus jüngere Cordelia Maria Charlotte von Boye/Boije (1774–1841), eine Tochter von Friedrich Christian von Boye (1718–1798), Konferenzrat und Vizekanzler am Obergericht Gottorf. Das Paar hatte fünf Kinder, darunter als älteste Adèle (1792–1871), Stiftsdame und Malerin, und Theodor (1802–1887), Jurist und Schriftsteller. Sie wurden, ganz im Geist der Aufklärung, nach dem Werk Adèle et Théodore, ou Lettres sur l'Education von Félicité de Genlis benannt. 1811 wurde die Ehe geschieden; die Kinder blieben in Schweden und wuchsen bei einem Hauptmann Quade in Helsingör auf. Cordelia heiratete 1812 den Arzt und Politiker Pehr Gustaf Cederschjöld.
In zweiter Ehe heiratete Magnus von Wedderkop 1820 in Eutin Margrethe Chamberlin (* 1763).